# Dobričić
Dobričić (ou Čihovac, Šoltanac, Okručanac, Plavac veliki, Slatinjanac, Šiljak, Crljenak slatinski) parfois écrit Dobritchitch ou Dobricic en français, est une vieille variété de raisin noir de Dalmatie, issue de l'île de Šolta. 
Des études ADN récentes ont révélé que le croisement du Dobričić et du Crljenak Kaštelanski ont donné la variété Plavac mali.
Cette variété de raisin donne un vin rouge-rubis très sombre. Elle a été délaissée par les vignerons à cause de sa sensibilité au Plasmopara viticola (une variété de Mildiou) et elle avait presque totalement disparu avant qu'elle ne soit identifiée sur son île d'origine et préservée.

## Exigences culturales

### Climatique
Cette variété de raisin se plait dans les endroits très exposés au soleil, relativement chauds et venteux. C'est la raison pour laquelle il prospère surtout en bord de mer.